# Кампанія «Ні» (Сполучене Королівство)
Кампанія «Ні» була євроскептичною кампанією у Сполученому Королівстві, починаючи з 2000 року, яка виступала проти прийняття Сполученим Королівством євро. Кампанія фінансувалася групами Business for Sterling і New Europe і була призупинена навесні 2004 року  після того, як канцлер Гордон Браун виключив членство Сполученого Королівства в єврозоні в осяжному майбутньому. Кампанію заснував Нік Герберт, який як виконавчий директор Business for Sterling найняв Домініка Каммінгса на посаду директора кампанії.
Назва кампанії була просто «Ні», а її гасло та пояснення – «Європа – так. Євро ні».